# Station Courcelles-sur-Nied
Station Courcelles-sur-Nied is een spoorwegstation in de Franse gemeente Courcelles-sur-Nied.